# Морава (Централна Европа)
Вижте пояснителната страница за други значения на Морава.
Морава (на чешки и на словашки: Morava; на немски: March) е река в Чехия (Пардубицки, Оломоуцки и Южноморавски край), Словакия (Търнавски и Братиславски край) и Австрия (провинция Долна Австрия), ляв приток на Дунав. Дължината ѝ е 358 km, площта на водосборния ѝ басейн е 26 734 km².

## Географска характеристика

### Извор, течение, устие
Река Морава води началото си от южното подножие на връх Снежник (1425 m) в планината Судети на 1305 m н.в. в източната част на Пардубицки край, Чехия. По цялото си протежение тече основно в южна посока в широка долина между Чешко-Моравското възвишение на запад и крайните западни разклонения на Западните Карпати. В долното си течение на протежение от около 50 km служи за граница между Чехия и Словакия, а последните 91 km е гранична река между Австрия и Словакия. Влива се отлява в река Дунав при нейния 1880 km, на 135 m н.в., при крепостта Девин (западен квартал на столицата Братислава).

### Водосборен басейн, притоци
На югозапад водосборният басейн на Морава граничи с водосборните басейни на реките Русбах, Гьолерсбах, Шмида и Камп (леви притоци на Дунав), на запад и северозапад – с водосборния басейн на река Елба (от басейна на Северно море), на север и североизток – с водосборния басейн на река Одер (от басейна на Балтийско море), а на изток – с водосборния басейн на река Вах (ляв приток на Дунав). В тези си граници площта на водосборния басейн на Морава възлиза на 26 734 km² (3,27% от водосборния басейн на Дунав).
Основни притоци: леви – Оскава (50 km), Бистършице (54 km), Бечва (62 km), Миява (84 km), Рудава (47 km), Малина (58 km); десни – Дия (235 km), Цайя (58 km).

### Хидроложки показатели
Морава има ясно изразено пролетно пълноводие и лятно маловодие, с характерни епизодични летни прииждания в резултата на поройни дъждове във водосборния ѝ басейн. Среден годишен отток в устието 115 m³/sec.

## Стопанско значение, градове
Река Морава е плавателна за плиткогазещи съдове на 130 km в долното си течение, до чешкия град Ходонин. Голяма част от водите ѝ през лятото се отклоняват за напояване, а по течението ѝ са изградени няколко малки ВЕЦ-ове.
По цялото си протежение долината на реката е гъсто заселена. По-големите селища са градовете:
- Чехия – Оломоуц, Кромержиж, Ухерске Храдище, Ходонин;
- Словакия – Холич, Братислава;
- Австрия – Хоенау, Мархег[1].

## Галерея
- Изворът на Морава
- Морава между словашкия град Холич и чешкия Ходонин
- Морава между Австрия и Словакия
- Озеро в заливната тераса на Морава
- Заблатени ливади в Долна Австрия
- 2006 г., разлялата се Морава е потопила част от Братислава
- Сливането на Морава с Дунав при крепостта Девин
- Сливането на Морава (тъмната вода) с Дунав (светлата вода)